# (6957) 1988 HA
(6957) 1988 HA (1988 HA, 1976 JJ1, 1986 WA7, 1993 SS) — астероїд головного поясу, відкритий 16 квітня 1988 року.
Тіссеранів параметр щодо Юпітера — 3,445.